# Una fortuna pericolosa
Una fortuna pericolosa (A Dangerous Fortune) è un romanzo dell'autore britannico Ken Follett pubblicato nel 1993.
Nel 2016 il romanzo è stato trasposto in un'omonima miniserie televisiva, prodotta in Germania, diretta da Christian Schwochow e interpretata da Dominic Thorburn, Laura de Boer e Jeanette Hain.

## Informazioni
Il libro è un mistery-thriller ambientato nell'alta borghesia in diversi anni della seconda metà dell'ottocento. Il periodo storico è quello dell'Inghilterra della seconda rivoluzione industriale, un paese nettamente diviso tra ricchi capitalisti e poveri appartenenti alla classe operaia, ridotti alla fame. Viene messa in evidenza anche la rivalità tra i borghesi, che acquistano sempre più potere e ricchezza, e i nobili, che pur avendo meno risorse finanziarie conservano un grande prestigio. Nel libro sono più volte citate anche alcune conquiste del progresso tecnologico di quegli anni, quali il treno, il telegrafo e il grande transatlantico che collega l'Europa alle Americhe.
Il libro si divide in un prologo (1866), tre parti centrali (1873, 1879, 1890) e un epilogo (1892). Per complessità della narrazione, per la grande accuratezza nella ricostruzione dei luoghi, usi e costumi e per l'impegno nella scrittura può essere considerato uno dei capolavori di Follett (insieme a libri come I pilastri della terra e Mondo senza fine).

## Trama
I protagonisti sono un gruppo di persone (prima ragazzi, poi giovani e infine adulti), membri d'importantissime famiglie dell'Impero britannico, in particolare i cugini Hugh ed Edward Pilaster, appartenenti a una dinastia di ricchissimi banchieri, un giovane di nome Solomon Greenbourne, anch'egli figlio d'un ricchissimo banchiere ebreo, e Miguel Miranda, figlio d'un possidente terriero dello stato del Cordova.

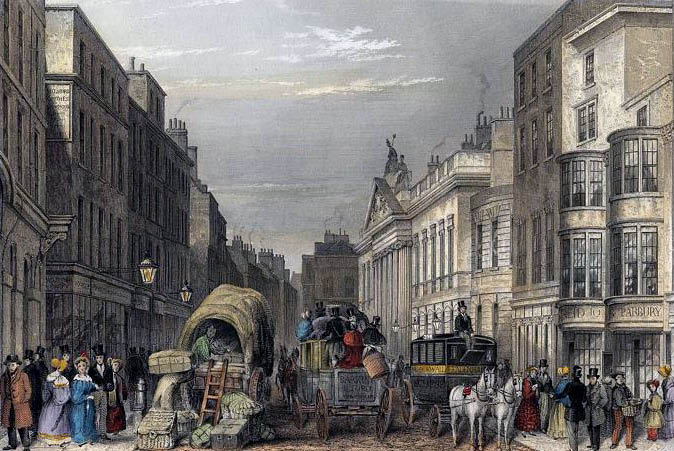
Un'immagine di Londra durante l'età vittoriana

Quest'ultimo merita una menzione a parte, poiché suo padre è ricchissimo in patria, ma in Inghilterra, per il cambio sfavorevole e la sua passione per la bella vita, Miguel deve riuscire a integrare l'assegno paterno coi più disparati espedienti (tra cui estorsione, ricatti, ma soprattutto facendo il baro); inoltre Miguel è consapevole d'essere discriminato perché il padre è famigerato per inciviltà e maleducazione, oltre che per i metodi schiavistici coi quali maltratta i dipendenti. Miguel è ossessionato dall'idea di non volere mai più tornare alla vita rozza del Sud America, ma è anche terrorizzato dall'ira paterna, che può tagliargli i viveri da un momento all'altro e costringerlo quindi al ritorno in patria. 
 Mentre i ragazzi sono al college, un ragazzo muore accidentalmente; il responsabile sembra essere Edward, nipote e futuro erede del socio anziano della banca di famiglia; tuttavia evita il processo grazie alla falsa testimonianza di Miguel, che riesce così a ingraziarsi la madre di Edward, Augusta Pilaster, dalla quale è anche attratto fisicamente, e quindi a guadagnarsi l'ingresso nell'alta società. 
 Inizia così una vicenda di circa trent'anni di corruzione, doppie vite e omicidi irrisolti o insabbiati dovuti a intrighi finanziari. Gli interessi dei vari membri della famiglia regnano sul bene comune e gli stessi parenti cominciano a odiarsi e ricattarsi a vicenda per fare prevalere i propri interessi; contemporaneamente si sviluppano passioni lecite e non, con i più onesti (Solomon Greenbourne e Hugh Pilaster) che soccombono (il primo viene ucciso e il secondo viene inviato con l'inganno negli Stati Uniti a dirigere una filiale della banca) ai più avidi, su tutti spicca Augusta, che vuole un titolo nobiliare e che il figlio incapace diventi Socio anziano della banca, appoggiata da Miguel (nel frattempo divenuto ambasciatore del suo Paese e col quale intrattiene una fugace relazione), che dai tempi del college esercita una forte influenza su Edward, segretamente innamorato di lui. Miguel infatti è il vero burattinaio della vicenda: sfrutta il suo ascendente su Edward e Augusta per controllare la banca e concludere pessimi affari, vantaggiosi però per il padre e il suo tentativo di colpo di Stato.

## Personaggi principali
- Miguel 'Micky' Miranda: è figlio di un ricco possidente dello Stato del Cordova (america latina), Carlos Miranda, uno spietato schiavista e trafficante d'armi che sogna di diventare dittatore del Cordova. Micky ha una forte soggezione del padre e da Londra, dove vive conducendo una vita agiata nei migliori salotti dell'alta società inglese, cerca di favorire gli affari di famiglia servendosi dell'aiuto della famiglia Pilaster, proprietaria di una prestigiosa banca.
- Augusta Pilaster: è la matriarca della famiglia Pilaster, una donna senza scrupoli e pronta a tutto per proteggere il buon nome della famiglia e per ottenere sempre più potere, più ricchezza, più prestigio. Da giovane ha perduto il suo grande amore, il conte di Strang, e da allora ha giurato a se stessa di conquistare tutto ciò che il conte avrebbe potuto darle se l'avesse sposata. Per questo motivo, Augusta si spende per far ottenere un titolo nobiliare al marito Joseph.
- Hugh Pilaster: è un giovane molto brillante costretto a lavorare nella banca di famiglia solo come impiegato, poiché anni prima il padre Tobias si era dissociato dalla banca e aveva fondato un'azienda in proprio, la quale però era fallita. Hugh deve conquistare la stima di tutti lavorando sodo ma con il passare del tempo, dopo un'esperienza negli Stati Uniti, riscuote molti successi e diventa il fulcro degli affari della banca. Augusta però trama contro di lui. Ha una breve ma intensa relazione con Maisie Robinson, che segnerà entrambi per sempre. Sposa una ragazza di classe inferiore di nome Nora.
- Maisie Robinson: russa di origini ebree, emigra in Inghilterra all'età di 11 anni ma è costretta a patire la fame. In seguito al fallimento dell'azienda di Tobias Pilaster, il padre viene licenziato e non è in grado di sfamare i suoi figli, così Maisie e suo fratello decidono di fuggire. Maisie diventa amica di April, una prostituta, e per mantenersi offre compagnia a uomini potenti senza però arrivare mai fino in fondo. Si concede solo a Hugh Pilaster, del quale s'innamora dopo poche ore trascorse insieme, ma è costretta a lasciarlo perché teme di danneggiarlo nella sua carriera a causa delle differenze sociali. Solo dopo aver preso questa decisione, quando Hugh è ormai partito per l'America, Maisie scopre di essere incinta. Così decide di sposare Solomon Greenbourne.
- Solomon 'Solly' Greenbourne, da giovane chiamato Fatty: è figlio di un ricchissimo banchiere ebreo e ha una grande bontà d'animo, ma non ha un bell'aspetto fisico, essendo grasso. Prende sotto la sua ala protettiva Maisie, della quale s'innamora follemente. Lei è molto affezionata a Solly ma non lo ama e accetta di sposarlo per poter sopravvivere e assicurare un futuro a suo figlio. L'ombra di Hugh Pilaster, il grande amore della ragazza, è sempre presente nel matrimonio dei Greenbourne.
- Edward Pilaster: è il figlio di Joseph e Augusta Pilaster. È un tipo egoista, dalle fattezze anglosassoni come capelli biondi e occhi azzurri, e nutre una certa rivalità nei confronti del cugino Hugh, da sempre più brillante di lui. È legato in modo ossessivo al suo amico Micky Miranda, conosciuto ai tempi del college.

## Edizioni
- Ken Follett, Una fortuna pericolosa, traduzione di Roberta Rambelli, Arnoldo Mondadori, 1993,  p. 511.